# 新加坡建国之父
新加坡建国之父（英語：Founding fathers of Singapore）是指现代国家新加坡的建国元勋，准确来说并不是由新加坡政府授予的正式称号，而是指参与争取新加坡独立的多名政治人物。

## 名录
有“新加坡建国之父”之稱的人物包括（根据英语名字顺序排列）：
1. 蒂凡那（C. V. Devan Nair），新加坡全国职工总会秘书长、第3任新加坡总统
2. 大卫·马绍尔（David S. Marshall），新加坡辩护律师、前新加坡首席部长
3. 埃德蒙·W·巴克（Edmund W. Barker），新加坡政治家[1]
4. 吴庆瑞（Goh Keng Swee），首任新加坡财政部长、首任内政及国防部长[1][2]
5. 韩瑞生（Hon Sui Sen），新加坡政治家、第4任新加坡财政部长[1]
6. 李光耀（Lee Kuan Yew），首任新加坡总理[1][3]
7. 林金山（Lim Kim San），新加坡政治家[1]
8. 王邦文（Ong Pang Boon），新加坡政治家[4]
9. 奥斯曼渥（Othman Wok），新加坡政治家[1]
10. 拉惹勒南（S. Rajaratnam），首任新加坡外交部长[1][5]
11. 杜进才（Toh Chin Chye），首任新加坡科学及工艺部长[1][6]

## 紀念館
- 建國先賢紀念園

## 延伸阅读
- . Singapore: The New Paper. 2007. ISBN 9789814266758 （英语）.